# NGC 6476
NGC 6476 ist eine aus mehreren Sternen bestehende Sternenwolke im Sternbild Schütze. Sie wurde am 15. Juli 1836 von John Herschel bei einer Beobachtung mit einem 18-Zoll-Spiegelteleskop entdeckt und mit „Nebula. No descriptions. It is probably only a nebulous portion of the milky way“ beschrieben. Trotz dieser Notizen erlangte sie einen Eintrag in den Katalog.